# 칼마르 FF
칼마르 FF(Kalmar FF)는 1910년 1월 10일에 창단된 스웨덴 칼마르를 연고로 하는 축구 클럽으로, 리그 우승 1회와 컵 대회 우승 3회의 기록을 보유하고 있다. 현재 알스벤스칸에서 활동하고 있다.

## 성적
- 스웨덴 챔피언
  - 우승 1회 (2008)

- 알스벤스칸
  - 우승 1회 (2008)
  - 준우승 2회 (1985, 2007)

- 스웨덴 컵
  - 우승 3회 (1980-81, 1986-87, 2007)
  - 준우승 2회 (1977-78, 2008)

- 스웨덴 슈퍼컵
  - 우승 1회 (2009)
  - 준우승 1회 (2008)

## 선수 명단

### 현역
참고: FIFA 자격 규정에 따라 소속된 국가대표팀 국기를 표시합니다. 선수는 복수의 FIFA 비회원국 국적을 가지고 있을 수 있습니다.
| 번호 | 포지션 | 국적       | 이름              |
| ---- | ------ | ---------- | ----------------- |
| 3    | DF     |            | 알랙스 게르스바치 |
| 9    | FW     | 몬테네그로 | 디노 이슬라모비치 |
| 10   | FW     |            | 시몬 스크랍       |

| 번호 | 포지션 | 국적       | 이름            |
| ---- | ------ | ---------- | --------------- |
| 21   | MF     | 나이지리아 | 압두살람 마가쉬 |
| 25   | DF     |            | 로니 얀슨       |
| 29   | MF     |            | 호마리우        |
| 39   | DF     |            | 라르스 새트라   |

## 역대 감독
| 감독      | 임기        |
| --------- | ----------- |
| 보 요한손 | 1973        |
| 보 요한손 | 1977 ~ 1978 |
| 보 요한손 | 1982 ~ 1983 |